# Creamed
Creamed és un projecte de l'Euroregió Pirineus Mediterrània enfocat a la creació de sinergies entre vivers d'empreses a les regions de Midi-Pyrénées, Languedoc-Roussillon, Catalunya i Illes Balears.
El projecte ha rebut el vistiplau del comitè de pilotatge del programa de cooperació territorial del sud-oest d'Europa (INTERREG IV B SUDOE) i es veurà dotat de prop d'1,1 milions d'euros del FEDER. L'Euroregió esdevé, així, la primera AECT composta únicament de regions en rebre un cofinançament de la Unió Europea.
En el context actual de crisi econòmica, el projecte Creamed permetrà estimular la innovació, els intercanvis entre responsables de vivers, el suport a la incubació i el desenvolupament de les empreses i la seva internacionalització.

## Els objectius
L'objectiu global és estructurar i fer atractiu el territori euroregional organitzant de manera coherent i complementària els dispositius d'ajuda al desenvolupament dels vivers d'empreses de les quatre regions, gràcies a l'acord entre la Generalitat de Catalunya, la Xarxa de Vivers d'Empreses de Midi-Pyrénées, Synersud France (Languedoc-Roussillon) i el centre ParcBIT (Illes Balears).